# La Valette-du-Var
 La Valette-du-Var  (en occitano La Valeta) es una población y comuna francesa, que se encuentra en la región de Provenza-Alpes-Costa Azul, departamento de Var, en el distrito de Toulon. Es el chef-lieu del cantón de su nombre.

## Demografía
| 2 311 | 2 152 | 2 206 | 2 015 | 2 231 | 2 267 | 2 275 | 2 337 | 2 127 | 2 101 | 2 125 | 2 180 | 2 127 | 2 186 | 2 196 | 2 262 | 2 470 | 2 623 | 2 837 | 2 853 | 2 847 | 3 108 | 3 455 | 4 011 | 5 055 | 5 194 | 6 949 | 11 194 | 14 745 | 18 296 | 20 687 | 21 739 | 22 282 |
| Para los censos de 1962 a 1999 la población legal corresponde a la población sin duplicidades (Fuente: INSEE [Consultar]) |       |       |       |       |       |       |       |       |       |       |       |       |       |       |       |       |       |       |       |       |       |       |       |       |       |       |        |        |        |        |        |        |